# Goniocaulon indicum
Goniocaulon es un género monotípico de plantas con flores de la familia de las asteráceas. Incluye una sola especie: Goniocaulon indicum. Es originaria de India, Pakistán y Sudán.

## Taxonomía
Goniocaulon indicum fue descrita por (Klein ex Willd.) C.B.Clarke  y publicado en Compositae Indicae 236. 1876.
Sinonimia
- Athanasia indica Roxb.
- Goniocaulon glabrum Cass.
- Serratula indica Klein ex Willd. basónimo[3]